# ديليا ويبر
ديليا ويبر هي نسوية ‏ وفنانة وكاتِبة وشاعرة دومينيكانية، ولدت في 23 أكتوبر 1900 في سانتو دومينغو في جمهورية الدومينيكان، وتوفي بنفس المكان في 28 ديسمبر 1982.